# Tigersalamander
Tigersalamander  (Ambystoma tigrinum) är ett stjärtgroddjur i familjen mullvadssalamandrar som anses vara det största landlevande stjärtgroddjuret i Nordamerika. Larverna är gul- till olivgröna på ovansidan, med mörka fläckar och ränder längs sidorna. Buken är vitaktig. När de blir äldre övergår de till en mera gråaktig till grönaktig färg, för att slutligen erhålla de vuxna djurens färgteckning.

## Utseende
Tigersalamandern har gula (i undantagsfall beiga eller olivgröna) fläckar, ibland delvis sammanflytande, mot en svart bakgrund. Magen har vanligtvis mera av gulaktig färg, med svart främst vid kanterna. Kropp och huvud är kraftiga. Hanen är i regel slankare än honan. Den är en stor art, längden ligger mellan 17 och 33 cm. Neotena former (som inte förvandlas, utan behåller larvutseendet hela livet trots att de är fortplantningsdugliga) förekommer, och dessa behåller i stort sett larvernas utseende med yttre gälar.

## Taxonomi
Sex underarter är för närvarande kända:
- A. t. tigrinum (Green, 1825)
- A. t. diaboli (Dunn, 1940)
- A. t. mavortium (Baird, 1850)
- A. t. melanosticum (Baird, 1860)
- A. t. nebulosum (Hallowell, 1952)
- A. t. stebbensi (Lowe, 1954)

## Utbredning
Arten finns i Nordamerika från södra Kanada, det inre av USA (framför allt Klippiga bergen och Oregon) samt norra och centrala Mexiko i Sierra Madre Occidental. Den saknas i allmänhet vid västkusten, men finns vid Mexikos östkust och fläckvis vid USA:s öst- och sydkust. Den är emellertid införd i Kalifornien.

## Vanor
Tigersalamandern förekommer från havsytan upp till 3 660 m, där den lever i de flesta områden med närhet till vatten och möjlighet att gräva. Den uppehåller sig gärna i hålor, antingen sådana den har grävt själv, eller övergivna smågnagarbon. Neotena former förekommer, som aldrig lämnar vattnet. Dessa övervintrar också där, medan landlevande individer övervintrar nergrävda till frostfritt djup.
Arten kan bli 16 år gammal; i fångenskap har en ålder av 25 år konstaterats.

### Föda
Vuxna individer tar flera olika byten, som maskar, iglar, insekter och insektslarver, smågnagare med flera. Larverna tar djurplankton, olika kräftdjur, vattenlevande insekter och deras larver, mollusker, iglar, grodyngel och små fiskar. Kannibalistiska former förekommer.

### Fortplantning
Leken äger rum i vatten. Lektiden är vanligen mellan januari och maj, men kan variera mycket mellan de olika populationerna och även inom dessa. De vuxna djuren vandrar till parningsvattnen; hanarna kommer i regel före honorna. Honan lägger mellan 40 och 60 ägg, i undantagsfall upp till 120. Äggen lägges i hopar, fästa vid vattenväxter. De kläcks efter 19 till 50 dygn, beroende på vattentemperaturen. Larverna förvandlas efter minst 10 veckor; det kan dock ta längre tid, bland annat övervintrar de ibland som larver och förvandlas först på våren.

## Status
Tigersalamandern betraktas generellt som livskraftig ("LC"), och populationen är i allmänhet stabil. Detta innebär dock inte att det saknas lokala hot. Inplantering av ädelfisk, som livnär sig på salamandrarna är ett sådant; medan vissa populationer är relativt okänsliga för föroreningar är andra det inte, något som framför allt drabbar kannibalistiska larvformer, som framför allt inriktar sig på sjuka och skadade individer.. I sydöstra USA har den påverkats av skogsavverkning och våtmarksminskning, och arten är listad som starkt hotad ("EN") i Delaware, New York, New Jersey och Maryland, samt fridlyst i Mexiko. 